# Litochoro
Litochoro (græsk: Λιτόχωρο, Litóchoro; Katharevousa: Λιτόχωρον) er en by og en tidligere kommune i den sydlige del af den regionale enhed Pieria i Grækenland. Siden kommunalreformen i 2011 har det været en del af kommunen Dio-Olympos, hvor den er administrationsby for. Den ligger ved foden af Mount Olympus, på den vestlige kyst af Thermaikos-bugten. Den første registrerede omtale af Litochoro er i en beretning om et besøg af Sankt Dionysius (græsk: Άγιος Διονύσιος) på Olympen i det 16. århundrede. Byen er en populær destination for dem, der ønsker at bestige Olympen, da næsten alle klatreruter begynder sydvest for byen. En berømt søn af byen var Christos Kakkalos, som første gang besteg Olympus-bjerget i 1913.

## Geografi og information
Litochoro ligger 22 km syd for Katerini, 90 km syd-sydvest for Thessaloniki, 58 km nord for Larissa og 420 km vest-nordvest for Athen, på de østlige skråninger af Mount Olympus, som har mytologisk berømmelse som hjemsted for Olympens tolv guder. To vigtige gamle steder er placeret i nærheden af Litochoro. Landsbyen Dion der har et stort arkæologisk område og et museum ligger omkring 8 km mod nord. Leivithra med sin akropolis og Leivithra Park ligger omkring 9 km mod syd. Den kommunale enhed har et areal på 169.632 km2. Olympusbjergets skove, med fyr-, ceder- og grantræer, ligger mod sydvest og nordvest. Meget af landet omkring Litochoro, især mod syd, er urdyrket. Landbrugsjord er fremherskende mod nord. Litochoro har flere restauranter og cafeterier.
Litochoro har skoler, banker, et posthus, en havn, et sportscenter, et rådhus, et hospital, et museum, en koncertsal, et fitnesscenter, indkøbsfaciliteter og pladser. Der er to hovedkirker: Agios Nikolaos i centrum og Agios Dimitrios i nord. Litochoro har en af de mest traditionelle kirkegårde i Grækenland, kendt som Agios Athanasios, i den nordlige del af byen.
Olympus Nationalpark Informationscenter
Vigtig information gives her for besøgende i Olympus Nationalpark . Informationscentret informerer deres besøgende om geologi, arkæologiske steder, mytologi, klostre, planter, dyr og andre emner, der påvirker Olympen.
Alexandrion (Litochoro)
Ved siden af motorvejen (GR-1/E75) ligger Alexandrion (Litochoro) der er en imponerende monumentbygning viet til Alexander den Store. Besøgende vil blive informeret om hans liv og hans militærkampagne.
Nautisk Museum
På Agios Nikolaou 15, på første sal, ligger Litochoro Nautiske Museum. Temmelig ukendt har landsbyen en lang maritim historie at fortælle.
Det gamle kloster Agios Dionysios
I en højde af 850 moh. ved siden af Enipeas-kløften, byggede Sankt Dionysios et kloster i 1542. Dets oprindelige navn var Agia Triada, hvad der betyder Hellig Treenighed, senere ændredes det til navnet på den helgenen. Det blev plyndret og nedbrændt flere gange gennem historien, senest af tyske tropper i april 1943.
Det nye kloster Agios Dionysios
Efter at det gamle kloster var blevet ødelagt, flyttede munkene til Metochion tre kilometer uden for landsbyen og gjorde stedet til deres nye kloster.